# Blancaneu i la llegenda del caçador
Blancaneu i la llegenda del caçador (títol original en anglès, Snow White and the Huntsman) és una adaptació cinematogràfica de 2012 del conte homònim dels germans Grimm. La pel·lícula està dirigida per Rupert Sanders i protagonitzada per Kristen Stewart, Charlize Theron i Chris Hemsworth.

## Argument
En un món alternatiu de l'edat mitjana, la malvada Reina Ravenna, la malvada madrastra de la Blancaneu, (Charlize Theron) ha conquerit diferents regnes europeus i planifica prendre el Regne d'Anglaterra, però quan descobreix que la seva jove i bella fillastra, la princesa Blancaneu (Kristen Stewart), amb els llavis tan vermells com la sang, els cabells tan negres com la nit i la pell tan blanca com la neu, està destinada a superar-la en la seva pròpia bellesa, no només com "la més bella del regne", sinó també com la seva successora al tron del reialme. La Malvada Reina Ravenna, la malvada madrastra de la Blancaneu, també descobreix gràcies al seu Mirall Encantat i Màgic que l'única manera de mantenir-se al tron és matant-la i consumint el cor de la seva jove i bella fillastra, la princesa Blancaneu, i així aconseguint la immortalitat eterna. Però la princesa Blancaneu s'escapa al bosc i la Reina Ravenna, la malvada madrastra de la Blancaneu, ha d'enviar darrere seu a Eric, un caçador (Chris Hemsworth) perquè mati a la seva jove i bella fillastra, la princesa Blancaneu.

## Repartiment
| Intèrpret       | Personatge       | Veu en català       |
| --------------- | ---------------- | ------------------- |
| Kristen Stewart | Blancaneu        | Isabel Valls        |
| Charlize Theron | La Reina Ravenna | Alba Solà           |
| Chris Hemsworth | El caçador       | Eduard Farelo       |
| Ian McShane     | Beith            | Alfonso Vallés      |
| Sam Claflin     | William          | Manel Gimeno        |
| Nick Frost      | Nion             | José Javier Serrano |

## Producció[calcitació]
El rodatge va tenir lloc principalment a Gran Bretanya. Les escenes costaneres es van filmar sobretot a Pembrokeshire, a la zona de les Sorres de Marloes del poble gal·lès de Marloes entre el 26 i el 29 de setembre de 2011. Les platges no es van tancar al públic durant la filmació de la pel·lícula, però, en alguns casos, mentre el rodatge progressava, algunes parts de la zona es van restringir. Un castell fet amb ordinador es va incorporar a l'illa de Gateholm i el camp proper a la platja va ser utilitzat per mantenir-hi el transport, bestiar i material de la producció.